# Iwona Chrzanowska
Iwona Bożena Chrzanowska – polska pedagog, dr hab. nauk humanistycznych, profesor Społecznej Akademii Nauk i Zakładu Specjalnych Potrzeb Edukacyjnych Wydziału Studiów Edukacyjnych Uniwersytetu im. Adama Mickiewicza w Poznaniu.

## Życiorys
W 1990 ukończyła studia pedagogiczne na Uniwersytecie Łódzkim, 22 lutego 1996 obroniła pracę doktorską Adekwatność formalnej oceny, w stosunku do wiedzy i umiejętności uczniów szkół podstawowych (ogólnodostępnych i specjalnych dla upośledzonych umysłowo w stopniu lekkim), 28 października 2005 habilitowała się na podstawie pracy zatytułowanej Poziom osiągnięć szkolnych uczniów ze specjalnymi potrzebami edukacyjnymi na etapie gimnazjum a forma organizacyjna kształcenia. 1 sierpnia 2011 uzyskała tytuł profesora nauk humanistycznych.
Została zatrudniona na stanowisku profesora nadzwyczajnego w Wyższej Szkole Pedagogicznej w Łodzi, w Katedrze Pedagogiki Specjalnej na Wydziale Nauk o Wychowaniu Uniwersytetu Łódzkiego, oraz w Zakładzie Pedagogiki Specjalnej na Wydziale Studiów Edukacyjnych Uniwersytetu im. Adama Mickiewicza w Poznaniu.
Była profesorem zwyczajnym w Wyższej Szkole Ekonomicznej i Humanistycznej im. prof. Szczepana A. Pieniążka w Skierniewicach, a także w Pracowni Specjalnych Potrzeb Edukacyjnych na Wydziale Studiów Edukacyjnych Uniwersytetu im. Adama Mickiewicza w Poznaniu.
Jest członkiem Rady Dyscypliny Naukowej - Pedagogiki Uniwersytetu im. Adama Mickiewicza w Poznaniu, oraz kierownikiem w Zakładzie Specjalnych Potrzeb Edukacyjnych na Wydziale Studiów Edukacyjnych Uniwersytetu im. Adama Mickiewicza w Poznaniu.
Awansowała na stanowisko profesora Zakładu Specjalnych Potrzeb Edukacyjnych Wydziału Studiów Edukacyjnych Uniwersytetu im. Adama Mickiewicza w Poznaniu i w Społecznej Akademii Nauk.